# عبدالمالک هموار
عبدالمالک هموار سیاست‌مدار اهل افغانستان و یکی از والیان سابق ولایت لوگر است. وی از اکتبر ۲۰۰۲ (میلادی) الی مارس ۲۰۰۴ (میلادی) والی ولایت لوگر بود. او وزیر احیأ و انکشاف دهات در اداره موقت از جدی ۱۳۸۰ تا سرطان ۱۳۸۱ ه‍.خ به رهبری حامد کرزی نیز بود. در حال حاضر استاد دانشگاه البیرونی ولایت کاپیسا است.